# Gissur Þorvaldsson
Gissur Þorvaldsson (1208 ou 1209-12 janvier 1268) est un chef islandais (Goði) du clan des Haukdælir qui a joué un rôle actif pendant l'âge des Sturlungar en Islande. Il a favorisé la reconnaissance par les Islandais de la suzeraineté du roi Håkon IV de Norvège.

## Biographie
Fils de Þorvaldur Gissurarson et de Þóra Guðmundsdóttir, il est un arrière-petit-fils de Jón Loftsson. Il se rend en Norvège dans sa jeunesse et devient un courtisan d'Håkon IV. Revenu en Islande, il épouse Injibjörg, fille de Snorri Sturluson, mais ils divorcent rapidement et il épouse finalement sa concubine Gróa Álfsdóttir dont il a eu plusieurs enfants.
Il participe en août 1238 à la bataille d'Örlygsstaðir opposant le clan des Sturlungar au clan des Ásbirningar, menés par Kolbeinn Arnórsson, alliés au clan des Haukdælir, conduits par Gissur Þorvaldsson. Ces derniers remportent une nette victoire sur les Sturlungar, dont les chefs, Sighvatr Sturluson et Sturla Sighvatsson, périssent dans ce combat.
À l'automne 1241, agissant pour le compte du roi de Norvège Håkon IV qui voulait consolider son influence sur l'Islande, il est à la tête du groupe de 70 hommes qui attaque par surprise la demeure de Snorri Sturluson à Reykholt et assassine Snorri.
En octobre 1253, un gendre de Sturla Sighvatsson, le vaincu de la bataille d'Örlygsstaðir en 1238, à la tête d'une troupe d'hommes armés, vient l'attaquer par surprise dans son manoir de Flugumýri, alors qu'il vient de marier son fils à la fille de Sturla Þórðarson, un autre membre du clan des Sturlungar. Les agresseurs mettent le feu au manoir ; Gróa, la femme de Gissur, et ses trois fils meurent dans les flammes. Gissur échappe de justesse.
En 1258, il reçoit du roi le titre de comte (jarl) d'Islande, en récompense de ses loyaux services, ce qui en fait une sorte de vice-roi. Il défend activement l'idée que les clans islandais ont intérêt à reconnaître la souveraineté du roi de Norvège sur l'Islande, ce qui est acté par le Vieux Pacte conclu en 1262-1264. C'est pour cette raison que le traité est parfois appelé Gissurarsáttmáli (« pacte de Gissur »).
Mais, comme il a perdu ses fils, son lignage s'éteint avec lui.